# The Faculty
Pour plus de détails, voir Fiche technique et Distribution.
The Faculty ou Les Ensaignants au Québec est un film de science-fiction horrifique américain réalisé par Robert Rodriguez et sorti en 1998.
Le film reçoit des critiques plutôt partagées à sa sortie. Il connait cependant un succès commercial avant de devenir par la suite un film culte.

## Synopsis
Un soir, après une réunion des enseignants du lycée Herrington High dans l'Ohio, l'entraîneur de l'équipe de football américain Joe Willis plante un crayon à travers la main de la principale Drake. Mme Olson, professeur d'art dramatique, la poignarde ensuite avec des ciseaux.
Casey Connor, le photographe du journal de l'école, est le souffre-douleur des autres élèves. Il est par ailleurs l'assistant de Delilah Profitt, la populaire rédactrice en chef du journal et capitaine des pom-pom girls. Stan Rosado, petit ami de Delilah, envisage de quitter l'équipe de football américain pour poursuivre ses études. Zeke Tyler est un élève intelligent mais rebelle qui vend, parmi d'autres articles illégaux, une drogue en poudre semblable à l'ecstasy, qu'il fabrique. Son timide professeur, Elizabeth Burke, a un faible pour lui. Marybeth Louise Hutchinson, une nouvelle, se lie d'amitié avec Stokely Mitchell, qui a délibérément répandu la rumeur de son lesbianisme bien qu'elle ait le béguin pour Stan. Marybeth est immédiatement attirée par Zeke.
Casey trouve une étrange créature et l'apporte au professeur de sciences, M. Furlong, qui croit qu'il s'agit d'une nouvelle espèce de parasite des céphalopodes appelée mesozoa. Delilah et Casey voient l'entraîneur Willis et Mme Olson introduire l'une des créatures dans l'oreille de l'infirmière de l'école, Mme Harper. Ils trouvent aussi le corps d'une autre enseignante. Casey appelle la police mais celle-ci ne trouve rien et la principale Drake affirme que tout va bien.
Le lendemain, Casey dit à Delilah, Stan et Stokely qu'il croit que les enseignants sont contrôlés par des extraterrestres. Zeke et Marybeth les taquinent sur leur théorie. Lorsqu'ils vont voir Furlong, celui-ci tente de les infecter. Au cours de la lutte, Zeke injecte sa drogue maison dans l'œil de Furlong, le tuant apparemment. Zeke emmène le groupe chez lui, où il découvre que le spécimen trouvé par Casey a besoin d'eau pour survivre et qu'il peut être tué par sa drogue. Zeke oblige tout le monde à prendre sa drogue pour prouver qu'ils ne sont pas infectés. Delilah se révèle infectée, et elle détruit le laboratoire de Zeke avant de s'échapper.
Faisant suite à la spéculation de Stokely selon laquelle la mort de la reine extraterrestre ramènera tout le monde à la normale, le groupe retourne à l'école, où son équipe de football joue et infecte les joueurs adverses. Croyant que la principale Drake est la reine, ils l'isolent dans le gymnase et lui tirent dessus. Stan va voir si le plan a fonctionné, mais se retrouve infecté. Zeke et Casey sont attaqués par des élèves infectés. Casey les éloigne de Zeke, qui rencontre Mlle Burke, elle aussi infectée, dans le parking et semble la tuer.
Au gymnase, Stokely commence à douter de Marybeth au cours d'une conversation sur le fait de faire semblant d'être ce que l'on n'est pas. Marybeth se révèle par la suite être la reine extraterrestre ; plus tôt, elle a fait semblant de prendre la drogue. Casey et Stokely s'enfuient vers la piscine, où Stokely est blessée et devient infectée. Zeke et Casey se cachent dans le vestiaire, où Marybeth reprend forme humaine. Elle leur explique pour les apitoyer que sa propre planète est en train de mourir. Marybeth prend à nouveau sa vraie forme et assomme Zeke. Casey saisit la drogue et, incitant la reine à le suivre dans les gradins rétractables, la piège et la tue en lui injectant la drogue dans l'œil. Casey retourne au vestiaire et trouve Stokely et Zeke vivants.
Un mois plus tard, tout le monde est revenu à la normale. Stan et Stokely sortent ensemble, et Zeke a pris la place de Stan dans l'équipe de football sous les yeux énamourés de Mlle Burke. M. Furlong, qui a survécu à l'attaque, porte maintenant un cache-œil. Casey commence à sortir avec Delilah et est considéré comme un héros.

## Fiche technique
Sauf indication contraire, les informations mentionnées dans cette section peuvent être confirmées par la base de données cinématographiques IMDb,  présente dans la section « Liens externes ».
- Titre français et original : The Faculty
- Titre québécois : Les Ensaignants[note 1]
- Titre de travail : The Feelers[3]
- Réalisation : Robert Rodriguez
- Scénario : Kevin Williamson, d'après une histoire de David Wechter et Bruce Kimmel
- Direction artistique : Ed Vega
- Décors : Cary White
- Costumes : Michael T. Boyd
- Photographie : Enrique Chediak (en)
- Montage : Robert Rodriguez
- Musique : Marco Beltrami
- Production : Elizabeth Avellan et Robert Rodriguez (non crédité)
  - Producteurs délégués : Bill Scott, Bob et Harvey Weinstein
  - Productrice associée : Tamara Smith
- Distribution : Dimension Films / Miramax Films (États-Unis), BAC Films (France)
- Budget : 15 000 000 $[4]
- Pays de production :  États-Unis
- Langue originale : anglais
- Format: couleur (Technicolor) - 1.85:1 - son DTS / Dolby digital / SDDS
- Genre : science-fiction, horreur
- Durée : 104 minutes
- Dates de sortie[5] : 
  - États-Unis : 25 décembre 1998
  - France : 2 juin 1999
- Classification : 
  - Interdit en salles aux moins de 12 ans lors de sa sortie en France[6]

## Distribution
- Elijah Wood (VF : Charles Pestel ; VQ : Hugolin Chevrette) : Casey Connor
- Josh Hartnett (VF : Damien Boisseau ; VQ : Martin Watier) : Zeke Tyler
- Clea DuVall (VF : Marjorie Frantz ; VQ : Camille Cyr-Desmarais) : Stokely « Stokes » Mitchell
- Jordana Brewster (VF : Barbara Tissier ; VQ : Aline Pinsonneault) : Delilah Profitt
- Laura Harris (VF : Marie-Eugénie Maréchal ; VQ : Caroline Dhavernas) : Marybeth Louise Hutchinson
- Shawn Hatosy (VF : Damien Ferrette ; VQ : Joël Legendre) : Stan Rosado
- Robert Patrick (VF : Pierre Laurent ; VQ : Sébastien Dhavernas) : le coach Joe Willis
- Bebe Neuwirth (VF : Micky Sebastian ; VQ : Élise Bertrand) : la principale Valerie Drake
- Jon Stewart (VF : Denis Boileau ; VQ : Gilbert Lachance) : le professeur Edward Furlong
- Famke Janssen (VF : Catherine Le Hénan ; VQ : Anne Dorval) : Elizabeth Burke
- Piper Laurie (VF : Nicole Favart) : Karen Olson
- Daniel von Bargen (VF : Jean-Claude Balard) : John Tate
- Salma Hayek (VF : Françoise Vallon) : l'infirmière Rosa Harper
- Christopher McDonald (VF : Pierre Dourlens) : Frank Connor
- Usher (VF : Tanguy Goasdoué) : Gabe Santora
- Summer Phoenix : la fille du couple chamailleur (le personnage est crédité "F*%# You" girl)
- Jon Abrahams : le garçon du couple chamailleur (le personnage est crédité "F*%# You" boy)
- Danny Masterson : un élève cherchant de la drogue
- Duane Martin : un policier

## Production

### Genèse du projet
The Faculty est à l'origine une histoire de David Wechter et Bruce Kimmel écrite en 1990. Ils ne trouvent cependant aucun studio pour produire le film. Après l'immense succès de Scream (1996), Miramax acquiert finalement le script, qui sera réécrit par Kevin Williamson, scénariste de Scream ou encore de Souviens-toi... l'été dernier,. Kevin Williamson souhaite initialement réaliser lui-même le film, mais il préfère finalement se concenter sur Mrs. Tingle (1999). Bob et Harvey Weinstein engagent alors Robert Rodriguez pour réaliser le film. Ce « film de commande » est une situation inhabituelle pour ce dernier, qui avait jusqu'ici tendance à être à l'initiative de ses projets sur lesquels il occupe presque tous les postes (réalisateur, scénariste, monteur, producteur, directeur de la photographie, etc.). Sur The Faculty, il n'est finalement que réalisateur et monteur. Sa femme de l'époque, Elizabeth Avellan, participe quant à elle à la production du film.

### Attribution des rôles
Même s'il s'agit d'une commande « imposée » par le studio, le réalisateur Robert Rodriguez a pu engager son amie Salma Hayek, qui avait travaillé avec lui sur le téléfilm Roadracers et les films Desperado et Une nuit en enfer.
Charisma Carpenter devait à l'origine tenir le rôle de Delilah, mais a dû renoncer en raison de sa participation à la série Buffy contre les vampires. Elle est donc remplacée par Jordana Brewster. Sa partenaire de Buffy contre les vampires, Sarah Michelle Gellar a également refusé de jouer un rôle dans le film. Jessica Alba avait également auditionné pour le rôle de Delilah. Quant au rôle de la directrice Valerie Drake, l'actrice Gillian Anderson était le premier choix.
Le film marque le début de la carrière à l'écran d'Usher, à l'époque surtout connu comme chanteur de R'n'B. C'est également le premier long métrage de Jordana Brewster.
Tina, l'une des sœurs de Robert Rodriguez apparaît dans le film, dans le rôle d'une fille punk parlant à Marybeth dans le bureau.

### Tournage
Le tournage a lieu au Texas, principalement à Austin. Certaines scènes ont été tournées à Dallas et à la high school de Lockhart (Texas).

## Bande originale
Bandes originales par Robert Rodriguez
Une nuit en enfer
(1996) Spy Kids
(2001)
La musique du film est composée par Marco Beltrami. La bande originale est commercialisée en CD par Sony Music.
Liste des titres
1. Playing With Scissors - 0:26
2. Heavy Drinkers - 0:38
3. The Faculty : Extra Credit - 2:55
4. Prep Talk - 1:24
5. Alien At Heart - 1:49
6. Too Cool For School - 2:36
7. Hot and Scaly - 1:30
8. Roof Surfing - 0:47
9. Deck The Halls - 1:10
10. Casey - 0:42
11. Stanning Tall - 1:45
12. Singing In The Rain - 0:21
13. Pop, Pop, Fizz, Fizz - 1:40
14. She's A Breeder - 0:48
15. Worm Takes A Dip - 1:32
16. Zeke and The Geek - 2:24
17. Ridden Hard - 2:20
18. Drugs Kill - 1:39
19. Sleeping Booty - 0:42
20. Hot For Teacher - 2:01

Un autre album est également sorti, avec les chansons apparaissant dans le film. Certaines sont des reprises de classiques du rock, notamment Another Brick in the Wall de Pink Floyd ou School's Out d'Alice Cooper, par des groupes contemporrains du film.
Liste des titres
1. Another Brick in the Wall (Part 2) - Class of '99 (en)
2. The Kids Aren't Alright - The Offspring
3. I'm Eighteen - Creed
4. Helpless - D Generation (en)
5. School's Out - Soul Asylum
6. Medication - Garbage
7. Haunting Me - Stabbing Westward
8. Maybe Someday - Flick
9. Resuscitation - Sheryl Crow
10. It's Over Now - Neve (en)
11. Changes - Shawn Mullins (en)
12. Stay Young - Oasis
13. Another Brick in the Wall (Part 1) - Class of '99 (en)

## Accueil
The Faculty reçoit un accueil critique plutôt mitigé de la presse. Sur l'agrégateur américain Rotten Tomatoes, il récolte 52% d'opinions favorables pour 52 critiques et une note moyenne de 5,51⁄10 avec consensus décrivant le film comme un « plagiat d'autres thrillers de science-fiction ». Sur Metacritic, il obtient une note moyenne de 61⁄100 pour 19 critiques.
En France, le film obtient une note moyenne de 3,4⁄5 sur le site AlloCiné, qui recense 9 titres de presse. Dans les critiques collectées par le site, on peut notamment lire dans celle d'Éric Leguèbe du Parisien « The Faculty est un mélange de Scream, de Souviens-toi... l'été dernier, d'Urban Legend et de Buffy contre les vampires. Le soufflé ne retombe pas, mais le spectateur lui a le souffle coupé ». Dans Mad Movies, Christophe Lemaire écrit quant à lui « naviguant sans cesse entre la nostalgie d'un cinéma fantastique disparu et une réactualisation du genre sous forme de pastiche, The Faculty reste très plaisant à suivre ». Aurélien Ferenczi de Télérama écrit notamment « The Faculty vaut nettement mieux que les produits hollywoodiens formatés sur le moule des clips de MTV. On y trouve du mauvais esprit, une incitation à la désobéissance et une initiation pas sotte à un grand thème de la science-fiction moderne ».
Le film a connu un certain succès commercial, rapportant environ 63 164 000 $ au box-office mondial, dont 40 064 000 $ en Amérique du Nord, pour un budget de 15 000 000 $. En France, il a réalisé 1 522 329 entrées.

## Distinctions
Le film ne reçoit aucune récompenses mais plusieurs nominations. Aux Saturn Awards 1999, il est nommé dans les catégories meilleur film d'horreur et meilleur jeune acteur (Josh Hartnett). Robert Rodriguez est nommé comme meilleur réalisateur aux ALMA Awards. Aux Blockbuster Entertainment Awards, Elijah Wood est nommé dans la catégorie du meilleur acteur dans un film d'horreur alors que Clea DuVall est nommée comme meilleure révélation féminine. Lors des Fangoria Chainsaw Awards, The Faculty obtient trois nominations : meilleur acteur dans un second rôle (Robert Patrick, meilleure actrice dans un second rôle (Clea DuVall) et meilleurs maquillages et effets visuels. Enfin, aux Teen Choice Awards, le film est nommé trois fois : meilleure bande originale, meilleure révélation dans un film pour Clea DuVall et scène la plus dégoutante (scène de la piscine).

## Clins d'œil et références
- Au début du film, on peut voir un graffiti « Tito and Tarantula ». Tito and Tarantula est un duo de rock latino qui a collaboré avec Robert Rodriguez sur Desperado et Une nuit en enfer[3].
- Le film fait référence à L'invasion des profanateurs, film de 1978, où les personnes sont remplacés par des doubles.
- Lorsque des étudiants sont appelés pour aller dans le bureau de la principale, le nom de Tommy Nix est mentionné. Tommy Nix est un ami de Robert Rodriguez, qui a notamment coécrit et joué dans son téléfilm Roadracers[3].
- Le test à base de drogue est un hommage à la scène du test sanguin dans The Thing (1982) de John Carpenter[3].
- Jon Stewart incarne ici le professeur Edward Furlong. Il s'agit probablement d'un clin d'œil à l'acteur Edward Furlong, connu pour son rôle de John Connor dans Terminator 2 : Le Jugement dernier (1991). Par ailleurs, une autre allusion au film de James Cameron a lieu au début du film. Le coach Willis, incarné par Robert Patrick (le T-1000 dans Terminator 2 : Le Jugement dernier), court d'une façon similaire dans le couloir. Le montage de la séquence rappelle lui aussi le film de James Cameron[3].
- Quand M. Connor (Christopher McDonald) souhaite bonne chance au coach Willis (Robert Patrick) pour le match, ce dernier fait un geste de pistolet avec sa main. C'est une allusion au personnage de "Shooter" McGavin incarné par Christopher McDonald dans Happy Gilmore (1996)[3].

## Suite
En janvier 2025, le magazine Variety annonce que The Faculty va faire l'objet d'un remake, scénarisé par Drew Hancock (d)  et produit par Robert Rodriguez,.